# Gediminas Jankus
Gediminas Jankus (* 21. Mai 1951 in Kaunas, Litauische SSR) ist ein litauischer Politiker.

## Leben
Von 1983 bis 1986 studierte er Lituanistik an der Fakultät Kaunas der Vilniaus universitetas. 2000 absolvierte er das Studium.
Von 1990 bis 1994 war er Vorstandsvorsitzender von Lietuvos šaulių sąjunga, von 1991 bis 1994 Redakteur der Zeitschrift „Trimitas“. Von 2000 bis 2003 war er erster stellvertretender Bürgermeister von Kaunas.

## Bibliografie
- Amžinas keleivis, dramų rinkinys, 1989
- Pasifloros žiedas, romanas, 1994
- Vaidmenys ir atlikėjai, kritikos knyga, 2001
- Mėnesienos namai, Kunstkamera, dramų rinkinys, 2002

## Quelle
1. ↑  VLE VIII tomas, S. 519, Gediminas Jankus

| Personendaten    | Personendaten          |
| ---------------- | ---------------------- |
| NAME             | Jankus, Gediminas      |
| KURZBESCHREIBUNG | litauischer Politiker  |
| GEBURTSDATUM     | 21. Mai 1951           |
| GEBURTSORT       | Kaunas, Litauische SSR |